# あなたに贈る愛の歌 (THE ALFEEの曲)
「あなたに贈る愛の歌」（あなたにおくるあいのうた）は、2017年5月24日に発売されたTHE ALFEE通算66枚目のシングル。

## 概要
ノンタイアップ・シングル。
ジャケットとボーナストラックの異なる初回限定盤3種類と通常盤の合計4種類で発売。
シングル表題曲のノータイアップは、1988年発売の「19 (nineteen)」以来、19年振りとなった。
通常盤収録・4曲目の『創造への楔』は、第36回「大阪国際女子マラソン」イメージソング。
初回限定盤各盤収録・4曲目のライヴ・ヴァージョンは、2016年7月30日・31日、横浜アリーナで行われた『Best Hit Alfee 2016「夏フェス」』で演奏・収録された。

## 収録曲
全作詞・作曲：高見沢俊彦

### 初回限定盤A（TYCT-39051）
1. あなたに贈る愛の歌
編曲：高見沢俊彦 with 萩森英明
2. エレキな恋人（The KanLeKeeZ）
編曲：高見沢俊彦 with 鎌田雅人
3. あなたに贈る愛の歌（Original Instrumental）
4. 無情の愛 X（Live at YOKOHAMA ARENA Jul.30, 2016)

### 初回限定盤B（TYCT-39052）
1. あなたに贈る愛の歌
2. エレキな恋人（The KanLeKeeZ）
3. あなたに贈る愛の歌（Original Instrumental）
4. CRASH!（Live at YOKOHAMA ARENA Jul.30, 2016)

### 初回限定盤C（TYCT-39053）
1. あなたに贈る愛の歌
2. エレキな恋人（The KanLeKeeZ）
3. あなたに贈る愛の歌（Original Instrumental）
4. 鋼鉄の巨人（Live at YOKOHAMA ARENA Jul.31, 2016)

### 通常盤（TYCT-30064）
1. あなたに贈る愛の歌
2. エレキな恋人（The KanLeKeeZ）
3. あなたに贈る愛の歌（Original Instrumental）
4. 創造への楔（2017年大阪国際女子マラソンイメージソング）
編曲：高見沢俊彦 with 本田優一郎

## 収録アルバム
| 曲名               | 収録アルバム          | 発売年月日     | Track No. |
| ------------------ | --------------------- | -------------- | --------- |
| あなたに贈る愛の歌 | Battle Starship Alfee | 2019年6月26日  | 11        |
| 創造への楔         | Last Run!             | 2018年12月19日 | Disc1-2   |